# Ото Хайнрих (Пфалц-Зулцбах)
Ото Хайнрих (на немски: Otto Heinrich; * 22 юли 1556, Амберг; + 29 август 1604, Зулцбах) от фамилията Вителсбахи, е пфалцграф и херцог на Пфалц-Зулцбах (1569 – 1604).

## Живот
Той е третият син на Волфганг (1526 – 1569), пфалцграф и херцог на Пфалц-Цвайбрюкен и херцог на Пфалц-Нойбург, и принцеса Анна фон Хесен (1529 – 1591), дъщеря на ландграф Филип I от Хесен (1501 – 1567).
Като млад Ото Хайнрих живее пет години в датския двор и става близък приятел с крал Фридрих II от Дания.
След смъртта на баща му през 1569 г. Ото Хайнрих получава Пфалц-Зулцбах първо за 12 години под опекунството на по-големия му брат Филип Лудвиг. От 1582 г. той резидира в замък Зулцбах, който той подновява. Ото Хайнрих основава енории, училища и една обществена библиотека.
Ото Хайнрих умира без мъжки наследник на 48 години на 29 август 1604 г. в Зулцбах и е погребан в Св. Мартин в Лауинген. Последван е от брат му Филип Лудвиг.

## Фамилия
Ото Хайнрих се жени на 25 ноември 1582 г. в Щутгарт за принцеса Доротея Мария фон Вюртемберг (1559 – 1639), дъщеря на Христоф, херцог на Вюртемберг, и Анна Мария фон Бранденбург. Техните деца са:
- Лудвиг (1584 – 1584)
- Анна Елизабет (1585 – 1585)
- Георг Фридрих (1587 – 1587)
- Доротея София (1588 – 1607)
- Сабина (1589 – 1645), ∞ 1625 фрайхер Йохан Георг фон Вартенберг († 1632)
- Ото Георг (1590 – 1590)
- Сузана (1591 – 1661), ∞ на 6 юни 1613 в Нойбург за Георг Йохан II (1586 – 1654), пфалцграф на Пфалц-Гутенберг
- Мария Елизабет (1593 – 1594)
- Анна Сибила (1594 – 1594)
- Анна София (1595 – 1596)
- Магдалена Сабина (1595 – 1596)
- Доротея Урсула (1597 – 1598)
- Фридрих Христиан (1600 – 1600)